# A Brother's Loyalty
A Brother's Loyalty è un cortometraggio muto del 1913 diretto da Theodore Wharton.

## Trama
Paul e Hal sono gemelli. Il primo è un religioso, il secondo è sposato e vive felicemente con la famiglia. Quest'ultimo, però, comincia a frequentare brutte compagnie e a passare il tempo giocando al biliardo. Il titolare della sala da gioco fa parte di una banda di falsari e, dopo una partita, paga Hal con delle banconote false. Hal, allora, chiede consiglio al fratello. Paul ha l'idea di sostituirsi al gemello per appurare meglio la cosa e i due si scambiano l'identità. Così, quando la polizia, che è sulle tracce del falsari, decide di arrestare Hal che era indagato, in realtà arresta Paul che viene messo in carcere. Hal prosegue il lavoro di predicatore del fratello: trova così alcuni indizi che lo portano alla scoperta dei falsari. Nel corso di un conflitto a fuoco tra i banditi e i poliziotti, il falsario che ha messo nei guai Hal viene colpito: prima di morire, conferma l'innocenza del gemello. Finalmente libero, Paul riprende la sua vita normale di religioso, mentre il fratello torna a rivestire i suoi panni, rientrando felicemente in famiglia.

## Produzione
Il film fu prodotto dalla Essanay Film Manufacturing Company.

### Cast
Minor Watson (1889-1965): il film segna l'esordio cinematografico di Watson, la cui carriera di caratterista avrebbe portato l'attore a disegnare figure di medici di buon cuore, affabili uomini d'affari di provincia, militari e altri personaggi simili.

## Distribuzione
Distribuito dalla General Film Company, il film - un cortometraggio in due bobine - uscì nelle sale cinematografiche USA il 20 giugno 1913.